# Saunders Bluff
Das Saunders Bluff ist ein kleines und isoliertes Kliff im ostantarktischen Viktorialand. Es ragt 15 km ostsüdöstlich des Miller Butte in den Outback-Nunatakkern auf. 
Der United States Geological Survey kartierte das Kliff anhand eigener Vermessungen und mittels Luftaufnahmen der United States Navy aus den Jahren von 1959 bis 1964. Das Advisory Committee on Antarctic Names benannte es 1970 nach Jeffrey J. Saunders, biologisch-technischer Assistent auf der McMurdo-Station von 1965 bis 1966.